# Psikyo 1st Generation
Le Psikyo 1st Generation est un système d'arcade conçu par la société japonaise Psikyo en 1993,.

## Description
Le Psikyo 1st Generation est la première génération de système d'arcade au format JAMMA, créée et utilisée par la société Psikyo. Malgré un nombre de jeux relativement peu élevé, ce système connaît trois stades d'évolution de sa PCB : SH201B, KA302C (également nommée SH403) et SH404.

## Spécifications techniques

### Processeur
- Processeur central : Motorola 68EC020 + Microchip PIC16C57 (optionnel, microcontrôleur PIC de sécurité[2])

### Audio
Puces audio, configuration différente selon les révisions des PCB :
- SH201B : Zilog Z80A + Yamaha YM2610 ;
- KA302C et SH404 : Sharp LZ8420M (basé sur le Z80, cadencé à 4 MHz) + Yamaha YMF286-K (équivalent du YM2610) ;
- SH404 de Strikers 1945 (export) : Sharp LZ8420M + Yamaha YMF278B-F (cadencé à 33,868 8 MHz).

### Divers
Puces personnalisés par Psikyo, présentes sur les révisions KA302C (SH403) et SH404 :
- PS2001B
- PS3103
- PS3204
- PS3305

## Liste des jeux
- Sengoku Ace (戦国エース, Samurai Aces?) (1993)
- Battle K-Road (バトルクロード?) (1994)
- Gunbird (1994)
- Strikers 1945 (1995)
- Tengai (戦国ブレード, Sengoku Blade?, sous-titré : Sengoku Ace Episode II[4]) (1997)